# 北蓋特 (印第安納州)
北蓋特（英語：North Gate）是位於美國印第安納州巴塞洛繆縣的一個非建制地區。該地的面積和人口皆未知。

## 地理
北蓋特的座標為39°15′50″N 85°56′47″W / 39.26389°N 85.94639°W，而該地的平均海拔高度為198米（即650英尺）。